# 塩嶺
塩嶺（えんれい）は、長野県岡谷市と塩尻市の境にある標高999mの塩尻峠を中心とした八ヶ岳中信高原国定公園の一部を言う。
中央分水嶺になっており、そこに降る雨は南は天竜川を経て太平洋へ、北は信濃川を経て日本海へと分かれて海へ注ぐ。
また、塩嶺の森は多くの小鳥の生息地として知られ、野鳥観察のために初夏から夏にかけて「小鳥バス」が岡谷駅や上諏訪駅から運行される。
戦国時代には甲斐の武将武田信玄にあて越後の上杉謙信が「塩」を送ったという故事があり、そこから「塩嶺」という名前が付いたとも言われている。
塩嶺峠からは東に諏訪湖・八ヶ岳・富士山が、南に南アルプスが、西に中央アルプス・御嶽山が、北に北アルプスという具合に四季折々の信州の360度のパノラマが望める。